# Леонов-Гладышев, Евгений Борисович
Евге́ний Бори́сович Лео́нов-Гла́дышев (род. 24 января 1952, Вильнюс, Литовская ССР, СССР) — советский и российский актёр театра и кино, кинорежиссёр. Заслуженный артист Российской Федерации (1993). Народный артист Российской Федерации (2007). Лауреат премии Ленинского комсомола.

## Биография
Евгений Борисович Леонов родился 24 января 1952 года в  Вильнюсе.
В 1969 году, избрав актёрскую карьеру, поступил в ЛГИТМиК.
В 1972 году, ещё будучи студентом, дебютировал в кино, впервые появившись на экране в детской приключенческой драме режиссёра Радомира Василевского «Включите северное сияние».
В 1973 году окончил актёрский факультет Ленинградского государственного института театра, музыки и кинематографии (ЛГИТМиКа) (мастерская Василия Васильевича Меркурьева и Ирины Всеволодовны Мейерхольд), после чего был принят актёром в киностудию «Ленфильм».
Изначально снимался под фамилией Леонов, но с картины «Взрослый сын» (1979) добавил девичью фамилию матери, став Леоновым-Гладышевым, чтобы в титрах не было совпадений с его тёзкой — знаменитым актёром Евгением Леоновым.
В картину «Место встречи изменить нельзя» (1979) Евгения Леонова-Гладышева пригласили, когда он снимался на «Одесской киностудии». Первоначально ему предложили пробу на одну из главных ролей — Володи Шарапова. Но худсовет его кандидатуру не утвердил, и роль досталась Владимиру Конкину. Вместо этого режиссёр Станислав Говорухин предложил Евгению маленькую роль оперативника Васи Векшина.
С начала 1980-х годов актёр занимается дублированием иностранных фильмов.
В 1992 году впервые попробовал себя в режиссуре, поставив в соавторстве с Виктором Трахтенбергом социальную драму «Высшая мера» по повести Евгения Козловского «Бокс».
С 1999 года является президентом Гильдии киноактёров города Санкт-Петербурга.
В 2010 году в составе делегации российских актёров, в состав которой также входили Сергей Кошонин и Георгий Штиль, встречался с конструктором стрелкового оружия М. Т. Калашниковым в городе Ижевске. В результате был снят фильм о Калашникове «Честь имею».
В ноябре 2015 года награждён орденом «За укрепление духовного наследия человечества» (SHA IRC, Израиль). Награда была вручёна в Санкт-Петербурге в театре эстрады имени А. Райкина.
16 августа 2018 года был госпитализирован из-за черепно-мозговой травмы, полученной в результате падения на улице.

## Личная жизнь
В 1972 году женился на однокурснице Людмиле Фирсовой (1948—2003), с которой прожил вместе 23 года. 
Сын Артём Евгеньевич Леонов-Гладышев (род. 1979), окончил Институт культуры, занимается туристическим бизнесом. Внучка — Александра Артёмовна Леонова (род. 2018).
Со второй женой Татьяной прожил 18 лет.
Третья супруга — Елена Скрипкина, кандидат исторических наук.

## Творчество

### Роли в театре
- «Дети солнца» в Театре на Васильевском
- «Бесприданница» в Театре на Васильевском
- «Идиотъ» в Театре на Васильевском
- «Интим не предлагать» в Театре эстрады

### Фильмография

#### Актёр
- 1966 — Республика ШКИД — беспризорник
- 1972 — Включите северное сияние — Серёжа Коновалов
- 1973 — Докер — Гриша Петушков («Докер»)
- 1973 — Возвращённый год — Валентин Молодцов
- 1973 — В то далёкое лето — эпизод (в титрах — E. Леонов)
- 1973 — Рождённая революцией (серия № 7 «В ночь на 20-е») — Смирнов, лейтенант
- 1975 — Фронт без флангов — Семён Бондаренко (в титрах — Евгений Леонов)
- 1975 — Память — приятель Олега Болдина (нет в титрах)
- 1975 — Одиннадцать надежд — Константин Косичкин, футболист, защитник сборной СССР по футболу (в титрах — Е. Леонов)
- 1975 — Я — Водолаз 2 — Сергей Никитенко
- 1976 — Волны Чёрного моря — Петя Бачей (в юности)
- 1977 — Враги — эпизод
- 1977 — Медовая неделя в октябре — Глеб, муж Наташи
- 1977 — Фронт за линией фронта — Семён Бондаренко, муж радистки Натальи
- 1977 — Ненависть — Митя Булыга, младший сын крестьянина Игнатия Булыги, брат красноармейца Фёдора и белогвардейца Степана
- 1978 — Артём — Николай Александрович Руднев
- 1978 — Сибириада — Алексей Устюжанин (в 1940-е годы)
- 1978 — Маршал революции — Абдухай
- 1978 — Трасса — водитель Миша
- 1979 — Забудьте слово «смерть» — Дмитрий Полищук
- 1979 — Взрослый сын — Андрей Шульгин
- 1979 — Санта Эсперанса — Мигель Анхель
- 1979 — Место встречи изменить нельзя — оперативник Василий Векшин (в титрах — Евгений Леонов)
- 1980 — Корпус генерала Шубникова — Николай Мальцев, старший лейтенант, танкист
- 1980 — Алые погоны — Александр Иванович Санчилов, лейтенант
- 1981 — Фронт в тылу врага — Семён Бондаренко
- 1982 — Падение Кондора — Мануэль, охранник военного диктатора
- 1982 — Сеанс одновременной игры — Фома Багров, таксист
- 1983 — Молодые люди — Василий Самохин
- 1983 — Люди и дельфины — Виктор Полесов, новый сотрудник лаборатории, студент-заочник по специальности «инженер-электронщик»
- 1983 — Инспектор Лосев — Андрей, одесский оперативник
- 1983 — На перевале не стрелять! — Умаров
- 1984 — Огни — Николай Анастасьевич Ананьев, инженер-путеец
- 1984 — Рябиновые ночи — Санёк
- 1984 — Челюскинцы — Борис Могилевич, завхоз научной арктической экспедиции
- 1984 — Первая конная — Иван Владимирович Тюленев, начальник штаба
- 1985 — Салон красоты — Вадим Алексеевич Плотников, ведущий мастер столичной парикмахерской № 84
- 1985 — Секунда на подвиг — Сергей (нет в титрах)
- 1986 — Личный интерес — Юра, муж Лены
- 1986 — Наградить (посмертно) — Андрей Калашников, друг детства Юрия Соснина (роль озвучил Леонид Белозорович)
- 1986 — Государственная граница. Год сорок первый — Виктор Белов, младший политрук пограничной заставы
- 1987 — И завтра жить — Григорий
- 1987 — Причалы — Гриша Зароков
- 1989 — Интердевочка — эпизод (нет в титрах)
- 1990 — Красное вино победы — Саша
- 1990 — Фуфель — Виктор Лагин, художник
- 1991 — Брюнетка за 30 копеек — референт
- 1991 — Моя соседка — Алик
- 1991 — Семьянин — Степан Тягин, дальнобойщик, напарник Василия Колыванова
- 1992 — 22 июня, ровно в 4 часа… — друг Брагина, полковник кавалерии
- 1992 — Алмазы шаха (другое название фильма — «Роковые бриллианты») — Михаил
- 1992 — Высшая мера — Павел Григорьевич, лётчик
- 1992 — Ключ — Василий Фёдорович, помощник следователя
- 1993 — Не хочу жениться! — Александр (Шурик) Ильич Цветов, пластический хирург и главный врач клиники пластической хирургии «Пигмалион»
- 1994 — Рождённые свыше — Иван Бондарь
- 1994 — Трень-брень — таксист
- 1999—2003 — Убойная сила (1—5 сезоны) — Анатолий Павлович Шишкин, майор милиции, начальник отдела по раскрытию убийств (далее — подполковник милиции, начальник РУВД)
- 2002 — Моя граница — Полищук, егерь
- 2003 — Игра без правил — Ян
- 2004 — Потерявшие солнце — начальник службы безопасности (роль озвучил Владимир Маслаков)
- 2005 — «Привет» из цикла «Поэт и время» — давний знакомый поэтессы
- 2005 — Гибель империи (серия № 10 «Смута») — Шиленко, эсер
- 2005 — Лабиринты разума (фильм № 14 «Иваныч») — Романов, майор
- 2005 — Мастер и Маргарита — заведующий филиалом зрелищной комиссии в Ваганьковском переулке
- 2005 — Семья — Андреев, банкир, отец Кати
- 2005 — Атаман — Юрий Воронин, бывший профессиональный военный, десантник, прошедший Афганистан и другие «горячие точки»
- 2006 — Большие девочки (серия № 18 «Развод поодиночке») — дантист
- 2006 — Клиника — Василий Петров, криминальный авторитет по прозвищу «Боцман»
- 2006 — Бандитский Петербург 8. Терминал — Сергей Николаевич Чванов, главный бухгалтер компании «Балтик-ойл»
- 2006 — Платки — Красильников
- 2006 — Просто повезло —
- 2007 — Белая стрела — Виктор Фоменко, криминальный авторитет
- 2007 — Группа «Zeta» — Курагин
- 2007 — Морские дьяволы 2 (серия № 3 «Терра инкогнита») — Бекетов, адмирал, атташе
- 2008 — Вызов-3 (фильм № 8 «Уровень смерти», 4 серии) — Владимир Николаевич Журавлёв («Нумизмат»), криминальный авторитет, «вор в законе»
- 2008 — Батюшка — Фёдор Удалов, участковый
- 2008 — Рыжая — Артём Васильевич Тарасов, отец Саши
- 2008 — Августейший посол —
- 2008 — Любовь под грифом «Совершенно секретно» — Александр Фёдорович Колбышев, прокурор
- 2009 — Аннушка — отец Юры
- 2009 — Десантура (серия № 1) — Сытин, полковник
- 2009 — Любовь под грифом «Совершенно секретно» 2 — Александр Фёдорович Колбышев, прокурор
- 2009 — Легенда об Ольге — Рабин, сотрудник НКВД, генерал-майор
- 2009 — Когда растаял снег — Аркадий Самойлович Китаев, преподаватель в университете
- 2009 — Вердикт — Виктор Викторович, судья
- 2009 — Жить сначала — Борис Львович, директор школы
- 2009 — Роковое сходство — Анатолий Семёнович Грибанов, бизнесмен
- 2009 — Шпильки 2 — Носов, генерал
- 2010 — Слово женщине — Андрей Ананьев
- 2010 — Семейный дом — Сан Саныч Светличный, врач
- 2011 — А счастье где-то рядом — Ким Забелин, друг юности Флоры
- 2011 — Защита свидетелей (серия № 3) — Синюгин, подполковник милиции
- 2011 — Маяковский. Два дня — председатель Российской ассоциации пролетарских писателей (РАПП)
- 2012 — Улицы разбитых фонарей. Менты-12 (серия № 23 «Находка») — «идейный» бомж по прозвищу «Губа»
- 2013 — Топтуны — Михаил Андреевич Киндрась, полковник
- 2013 — Гость — Константин Иванович Яковенко, настоящий отец Веры
- 2013 — Легенда для оперши — Борис Борисович Платонов, тренер автогонщиков
- 2013 — Дождаться любви — Иван Андреевич Макаров, отец Леси
- 2013 — Особенности национальной маршрутки — Сергей Иванович Курило, майор, районный военком
- 2013 — ППС-2 (серия № 23 «Чужой») — Арсений
- 2013 — Дознаватель-2 (серия № 9 «Подарок»)— Егор Петрович Хоменко, отец Анатолия Хоменко
- 2015 — Ленинград 46 (фильм № 4 «Реквием», серии № 13-16) — Игнат Павлович Мордвинов, брат Антонины Кулаковой
- 2015 — Экспириенс — Фёдор Иванович Щукин, научный руководитель учёного-медика Бориса Смолина
- 2017 — Крылья империи (серия № 5 «Маски») — генерал

#### Режиссёр
- 1992 — Высшая мера
- 2000 — Дом надежды
- 2012 — Улицы разбитых фонарей. Менты-12 (серии: № 2 «Дурачок», № 4 «Призрак», № 7 «Шоковая терапия», № 16 «Погибший свидетель»)